# Орье, Серж
Серж Але́н Стефа́н Орье́ (фр. Serge Alain Stéphane Aurier, французское произношение: [sɛʁʒ oʁje]; род. 24 декабря 1992, Урагахио, Го-Джибуа) — ивуарийский футболист, правый защитник турецкого клуба «Галатасарай» и сборной Кот-д’Ивуара.
В детстве Орье переехал во Францию и играл за «Ланс», «Тулузу» и «Пари Сен-Жермен», выиграв 11 главных трофеев с последним.
В 2017 году он перешел в «Тоттенхэм» примерно за 23 миллиона фунтов стерлингов.

## Клубная карьера

### «Ланс»
В «Лансе» Серж провёл свою молодёжную и начал профессиональную карьеру. Дебют за основную команду состоялся 13 января 2009 года в матче Кубка французской лиги, против «Лорьяна». Вскоре он получил травму плеча, из-за которой он выбыл на две или три недели. Несмотря на это, за первый сезон Орье появился на поле 5 раз. Во втором сезоне Орье сыграл 26 матчей в сезоне 2010/11, но клуб вылетел в Лигу 2, заняв 19-е место. До вылета «Ланса» из Лиги 1 Орье подписал контракт с клубом до 2015 года.

### «Тулуза»
26 января 2012 года Орье окончательно покинул «Ланс», подписав контракт с «Тулузой» на четыре с половиной года. Дебют за «Тулузу» состоялся 28 января 2012 года в матче против «Кана». Свой первый гол за Тулузу он забил в матче против «Лилля» 1 апреля 2012 года, который они проиграли со счетом 1-2. Вскоре после этого Орье растянул лодыжку, из-за чего он пропустил шесть матчей, а вернулся на поле в последней игре сезона, которая завершилась поражением «Тулузы» против «Аяччо» со счетом 2:0. В своей первой половине сезона в «Тулузе» Орье выходил на поле 10 раз.
В его первый полный сезон в «Тулузе», 2012/13, Орье отдал голевую передачу на Виссама Бен Йеддера, но был удален на 84-й минуте за фол на Анри Бедимо, а матч с «Монпелье» закончился вничью 1:1. После отбытия двухматчевой дисквалификации, Орье вернулся на поле 1 сентября 2012 года в матче против «Реймса», сыгранного вничью 1:1. Он забил свой первый гол в сезоне 11 января 2013 года в матче против «Сент-Этьена», завершившегося 2:2. Позднее Орье порвал подколенное сухожилие и повредил правое колено. Несмотря на это, в этом сезоне Орье провел 28 матчей и забил один гол.

### «Пари Сен-Жермен»
В 2014 году отправился в аренду в «Пари Сен-Жермен». Орье дебютировал в ПСЖ в сезоне 2014/15 Лиги 1, выйдя на замену вместо Грегори ван дер Вила в матче против «Бастии» 16 августа 2014 года. Свой первый гол за ПСЖ он забил в 1/8 Кубка французской лиги в победном матче над «Аяччо» со счетом 3:1. В первой половине сезона Орье не смог закрепиться в первой команде из-за собственных травм и международных обязательств.
29 апреля 2015 года подписал четырёхлетний контракт с «Пари Сен-Жермен». Первая игра Орье после подписания контракта с клубом состоялась в матче Суперкубка Франции против «Лиона», где он забил первый гол ПСЖ и помог клубу выиграть 2:0.

### «Тоттенхэм»
31 августа 2017 года Орье подписал контракт с «Тоттенхэмом». Орье дебютировал 13 сентября в победном матче против дортмундской «Боруссии» в Лиге чемпионов УЕФА 2017-18. Десять дней спустя Орье дебютировал в АПЛ против «Вест Хэма», но был удалён после получения второй жёлтой карточки. Первый гол за «Тоттенхэм» Орье забил в домашней победе 2-0 против «Брайтона» 13 декабря 2017 года.

### «Вильярреал»
4 октября 2021 года испанский клуб «Вильярреал» объявил о подписании контракта с Орье до конца сезона 2021/2022 годов с возможностью продления контракта еще на два года. Он дебютировал 20 дней спустя, в игре против «Атлетик Бильбао», заменив на 65-й минуте бывшего товарища по «Тоттенхэму» Хуана Фойта.

### «Ноттингем Форест»
7 сентября 2022 года перешёл в клуб английской Премьер-лиги «Ноттингем Форест». 3 октября дебютировал за «Ноттингем Форест», выйдя на замену Неко Уильямсу в матче Премьер-лиги против «Лестер Сити».

### «Галатасарай»
2 февраля 2024 года турецкий клуб «Галатасарай» официально объявил о приобретении Орье.

## Карьера в сборной
Дебют за сборную Кот-д’Ивуара состоялся 8 июня 2013 года, в матче против Гамбии. Включен в окончательный список сборной на Чемпионат мира 2014.

## Достижения
«Пари Сен-Жермен»
- Чемпион Франции (2): 2014/15, 2015/16
- Обладатель Кубка Франции (3): 2014/15, 2015/16, 2016/17
- Обладатель Кубка французской лиги (3): 2014/15, 2015/16, 2016/17
- Обладатель Суперкубка Франции (3): 2014, 2015, 2016

«Тоттенхэм Хотспур»
- Финалист Лиги чемпионов УЕФА: 2018/19
- Финалист Кубка Английской футбольной лиги: 2020/21

«Галатасарай»
- Обладатель Суперкубка Турции: 2023

Сборная Кот-д’Ивуара
- Обладатель Кубка африканских наций: 2015

## Список матчей за сборную
| Матчи и голы Сержа Орье за сборную Кот-д’Ивуара | Матчи и голы Сержа Орье за сборную Кот-д’Ивуара | Матчи и голы Сержа Орье за сборную Кот-д’Ивуара | Матчи и голы Сержа Орье за сборную Кот-д’Ивуара | Матчи и голы Сержа Орье за сборную Кот-д’Ивуара | Матчи и голы Сержа Орье за сборную Кот-д’Ивуара | Матчи и голы Сержа Орье за сборную Кот-д’Ивуара |
| ----------------------------------------------- | ----------------------------------------------- | ----------------------------------------------- | ----------------------------------------------- | ----------------------------------------------- | ----------------------------------------------- | ----------------------------------------------- |
| №                                               | Дата                                            | Соперник                                        | Счёт                                            | Голы Орье                                       | Соревнование                                    |                                                 |
| 1                                               | 8 июня 2013                                     | Гамбия                                          | 3:0                                             |                                                 | ЧМ-2014. Отборочные матчи                       |                                                 |
| 2                                               | 16 июня 2013                                    | Танзания                                        | 4:2                                             |                                                 | ЧМ-2014. Отборочные матчи                       |                                                 |
| 3                                               | 14 августа 2013                                 | Мексика                                         | 1:4                                             |                                                 | Товарищеский матч                               |                                                 |
| 4                                               | 7 сентября 2013                                 | Марокко                                         | 1:1                                             |                                                 | ЧМ-2014. Отборочные матчи                       |                                                 |
| 5                                               | 12 октября 2013                                 | Сенегал                                         | 3:1                                             |                                                 | ЧМ-2014. Отборочные матчи                       |                                                 |
| 6                                               | 16 ноября 2013                                  | Сенегал                                         | 1:1                                             |                                                 | ЧМ-2014. Отборочные матчи                       |                                                 |
| 7                                               | 5 марта 2014                                    | Бельгия                                         | 2:2                                             |                                                 | Товарищеский матч                               |                                                 |
| 8                                               | 4 июня 2014                                     | Сальвадор                                       | 2:1                                             |                                                 | Товарищеский матч                               |                                                 |
| 9                                               | 14 июня 2014                                    | Япония                                          | 2:1                                             |                                                 | ЧМ-2014. Групповой этап                         |                                                 |
| 10                                              | 19 июня 2014                                    | Колумбия                                        | 1:2                                             |                                                 | ЧМ-2014. Групповой этап                         |                                                 |
| 11                                              | 24 июня 2014                                    | Греция                                          | 1:2                                             |                                                 | ЧМ-2014. Групповой этап                         |                                                 |
| 12                                              | 6 сентября 2014                                 | Сьерра-Леоне                                    | 2:1                                             |                                                 | КАФ-2015. Отборочные матчи                      |                                                 |
| 13                                              | 10 сентября 2014                                | Камерун                                         | 1:4                                             |                                                 | КАФ-2015. Отборочные матчи                      |                                                 |
| 14                                              | 11 октября 2014                                 | ДР Конго                                        | 2:1                                             |                                                 | КАФ-2015. Отборочные матчи                      |                                                 |
| 15                                              | 15 октября 2014                                 | ДР Конго                                        | 3:4                                             |                                                 | КАФ-2015. Отборочные матчи                      |                                                 |
| 16                                              | 14 ноября 2014                                  | Сьерра-Леоне                                    | 5:1                                             |                                                 | КАФ-2015. Отборочные матчи                      |                                                 |
| 17                                              | 19 ноября 2014                                  | Камерун                                         | 0:0                                             |                                                 | КАФ-2015. Отборочные матчи                      |                                                 |
| 18                                              | 11 января 2015                                  | Нигерия                                         | 1:0                                             |                                                 | Товарищеский матч                               |                                                 |
| 19                                              | 15 января 2015                                  | Швеция                                          | 0:2                                             |                                                 | Товарищеский матч                               |                                                 |
| 20                                              | 20 января 2015                                  | Гвинея                                          | 1:1                                             |                                                 | КАФ-2015. Групповой этап                        |                                                 |
| 21                                              | 24 января 2015                                  | Мали                                            | 1:1                                             |                                                 | КАФ-2015. Групповой этап                        |                                                 |
| 22                                              | 28 января 2015                                  | Камерун                                         | 1:0                                             |                                                 | КАФ-2015. Групповой этап                        |                                                 |
| 23                                              | 1 февраля 2015                                  | Алжир                                           | 3:1                                             |                                                 | КАФ-2015. Плей-офф                              |                                                 |
| 24                                              | 4 февраля 2015                                  | ДР Конго                                        | 3:1                                             |                                                 | КАФ-2015. Плей-офф                              |                                                 |
| 25                                              | 8 февраля 2015                                  | Гана                                            | 0:0 (п.9:8)                                     |                                                 | КАФ-2015. Финал                                 |                                                 |
| 26                                              | 6 сентября 2015                                 | Сьерра-Леоне                                    | 0:0                                             |                                                 | КАФ-2017. Отборочные матчи                      |                                                 |
| 27                                              | 9 октября 2015                                  | Марокко                                         | 1:0                                             |                                                 | Товарищеский матч                               |                                                 |
| 28                                              | 13 ноября 2015                                  | Либерия                                         | 1:0                                             |                                                 | ЧМ-2018. Отборочные матчи                       |                                                 |
| 29                                              | 17 ноября 2015                                  | Либерия                                         | 3:0                                             |                                                 | ЧМ-2018. Отборочные матчи                       |                                                 |
| 30                                              | 25 марта 2016                                   | Судан                                           | 1:0                                             |                                                 | КАФ-2017. Отборочные матчи                      |                                                 |
| 31                                              | 29 марта 2016                                   | Судан                                           | 1:1                                             |                                                 | КАФ-2017. Отборочные матчи                      |                                                 |
| 32                                              | 8 октября 2016                                  | Мали                                            | 3:1                                             |                                                 | ЧМ-2018. Отборочные матчи                       |                                                 |
| 33                                              | 12 ноября 2016                                  | Марокко                                         | 0:0                                             |                                                 | ЧМ-2018. Отборочные матчи                       |                                                 |
| 34                                              | 15 ноября 2016                                  | Франция                                         | 0:0                                             |                                                 | Товарищеский матч                               |                                                 |
| 35                                              | 8 января 2017                                   | Швеция                                          | 2:1                                             |                                                 | Товарищеский матч                               |                                                 |
| 36                                              | 11 января 2017                                  | Уганда                                          | 3:0                                             | 1                                               | Товарищеский матч                               |                                                 |
| 37                                              | 16 января 2017                                  | Того                                            | 0:0                                             |                                                 | КАФ-2017. Групповой этап                        |                                                 |
| 38                                              | 20 января 2017                                  | ДР Конго                                        | 2:2                                             |                                                 | КАФ-2017. Групповой этап                        |                                                 |
| 39                                              | 24 января 2017                                  | Марокко                                         | 0:1                                             |                                                 | КАФ-2017. Групповой этап                        |                                                 |
| 40                                              | 4 июня 2017                                     | Нидерланды                                      | 0:5                                             |                                                 | Товарищеский матч                               |                                                 |
| 41                                              | 10 июня 2017                                    | Гвинея                                          | 2:3                                             |                                                 | КАФ-2019. Отборочные матчи                      |                                                 |
| 42                                              | 2 сентября 2017                                 | Габон                                           | 3:0                                             |                                                 | ЧМ-2018. Отборочные матчи                       |                                                 |
| 43                                              | 5 сентября 2017                                 | Габон                                           | 1:2                                             |                                                 | ЧМ-2018. Отборочные матчи                       |                                                 |
| 44                                              | 6 октября 2017                                  | Мали                                            | 0:0                                             |                                                 | ЧМ-2018. Отборочные матчи                       |                                                 |
| 45                                              | 11 ноября 2017                                  | Марокко                                         | 0:2                                             |                                                 | ЧМ-2018. Отборочные матчи                       |                                                 |
| 46                                              | 24 марта 2018                                   | Того                                            | 2:2                                             |                                                 | Товарищеский матч                               |                                                 |
| 47                                              | 27 марта 2018                                   | Молдова                                         | 2:1                                             |                                                 | Товарищеский матч                               |                                                 |
| 48                                              | 9 сентября 2018                                 | Руанда                                          | 2:1                                             |                                                 | КАФ-2019. Отборочные матчи                      |                                                 |
| 49                                              | 12 октября 2018                                 | ЦАР                                             | 4:0                                             |                                                 | КАФ-2019. Отборочные матчи                      |                                                 |
| 50                                              | 16 октября 2018                                 | ЦАР                                             | 0:0                                             |                                                 | КАФ-2019. Отборочные матчи                      |                                                 |
| 51                                              | 18 ноября 2018                                  | Гвинея                                          | 1:1                                             |                                                 | КАФ-2019. Отборочные матчи                      |                                                 |
| 52                                              | 23 марта 2019                                   | Руанда                                          | 3:0                                             |                                                 | КАФ-2019. Отборочные матчи                      |                                                 |
| 53                                              | 7 июня 2019                                     | Коморы                                          | 3:1                                             |                                                 | Товарищеский матч                               |                                                 |
| 54                                              | 14 июня 2019                                    | Уганда                                          | 0:1                                             |                                                 | Товарищеский матч                               |                                                 |
| 55                                              | 19 июня 2019                                    | Замбия                                          | 4:1                                             |                                                 | Товарищеский матч                               |                                                 |
| 56                                              | 23 июня 2019                                    | ЮАР                                             | 1:0                                             |                                                 | КАФ-2019. Групповой этап                        |                                                 |
| 57                                              | 28 июня 2019                                    | Марокко                                         | 0:1                                             |                                                 | КАФ-2019. Групповой этап                        |                                                 |
| 58                                              | 6 сентября 2019                                 | Бенин                                           | 1:2                                             |                                                 | Товарищеский матч                               |                                                 |
| 59                                              | 10 сентября 2019                                | Тунис                                           | 2:1                                             |                                                 | Товарищеский матч                               |                                                 |
| 60                                              | 13 октября 2019                                 | ДР Конго                                        | 3:1                                             |                                                 | Товарищеский матч                               |                                                 |
| 61                                              | 16 ноября 2019                                  | Нигер                                           | 1:0                                             |                                                 | КАФ-2021. Отборочные матчи                      |                                                 |
| 62                                              | 19 ноября 2019                                  | Эфиопия                                         | 1:2                                             | 1                                               | КАФ-2021. Отборочные матчи                      |                                                 |